# Allan Dahl Johansson
Allan Dahl Johansson (Oslo, 5 oktober 1998) is een Noorse langebaanschaatser.

## Records

### Persoonlijke records
| Afstand      | Tijd     | Datum           | Baan           |
| ------------ | -------- | --------------- | -------------- |
| 500 meter    | 35,82    | 9 maart 2018    | Salt Lake City |
| 1000 meter   | 1.07,99  | 5 december 2021 | Salt Lake City |
| 1500 meter   | 1.42,61  | 4 december 2021 | Salt Lake City |
| 3000 meter   | 3.40,14  | 2 maart 2018    | Salt Lake City |
| 5000 meter   | 6.26,90  | 10 maart 2018   | Salt Lake City |
| 10.000 meter | 13.51,82 | 22 januari 2023 | Stavanger      |

(laatst bijgewerkt: 1 januari 2025)

### Wereldrecords
| Nr.  | Afstand               | Tijd    | Datum           | Baan           |
| ---- | --------------------- | ------- | --------------- | -------------- |
| jr1. | 1500 meter (junioren) | 1.43,13 | 3 december 2017 | Calgary        |
| jr2. | 3000 meter (junioren) | 3.41,19 | 6 december 2017 | Salt Lake City |
| jr3. | 3000 meter (junioren) | 3.40,14 | 2 maart 2018    | Salt Lake City |
| jr4. | junioren vierkamp     | 143,060 | 9-10 maart 2018 | Salt Lake City |

|  | = huidig wereldrecord |

## Resultaten
| Jaar | WK Afstanden             | Olympische Spelen   | Wereldbeker                        | WK Junioren                                           |
| ---- | ------------------------ | ------------------- | ---------------------------------- | ----------------------------------------------------- |
| 2015 |                          |                     |                                    | DQ 500m 32e c19e 5000m                                |
| 2016 |                          |                     |                                    | 7e (32e, 14e, 19e, 7e) 9e massastart 5e achtervolging |
| 2017 |                          |                     | 0p 5k/10k 0p massastart            | · (19e, , , 9e)                                       |
| 2018 |                          | DNF 1500m           | 0p 1000m 5e 1500m 49e 5k/10k       | · (13e, , )                                           |
| 2019 | 23e 1000m                |                     | 21e 1000m 6e 1500m 52e 5k/10k      |                                                       |
| 2020 | 18e 1500m                |                     | 27e 1000m 16e 1500m                |                                                       |
| 2021 | 8e 1500m                 |                     | 34e 1000m 23e 1500m                |                                                       |
| 2022 |                          | 28e 1000m 12e 1500m | 15e 1000m 13e 1500m                |                                                       |
| 2023 | 8e 1500m · achtervolging |                     | 51e 1000m 17e 1500m 26e massastart |                                                       |
| 2024 | HF9 massastart           |                     | 39e 1000m 19e 1500m 17e massastart |                                                       |
| 2025 | 21e massastart           |                     | 42e 1000m 29e 1500m 17e massastart |                                                       |

(#, #, #, #) = afstandspositie op juniorentoernooi (500m, 1500m, 1000m, 5000m).
0p = wel deelgenomen, maar geen punten behaald.